# Campeonato Europeo de Gimnasia Artística de 1981
El XIV Campeonato Europeo de Gimnasia Artística se celebró en dos sedes distintas: el concurso masculino en Roma (Italia) y el concurso femenino en Madrid (España) en el año 1981. El evento fue organizado por la Unión Europea de Gimnasia (UEG).

## Resultados

### Masculino
| Evento                 | Oro                                                                        | Plata                                                                                 | Bronce                                      |
| ---------------------- | -------------------------------------------------------------------------- | ------------------------------------------------------------------------------------- | ------------------------------------------- |
| Concurso completo ind. | Alexandr Tkachev Unión Soviética                                           | Yuri Korolev Unión Soviética                                                          | Bogdan Makuts Unión Soviética               |
| Suelo                  | Roland Brückner República Democrática Alemana Yuri Korolev Unión Soviética |                                                                                       | Alexandr Tkachev Unión Soviética            |
| Caballo con arcos      | György Guczoghy · Hungría ·                                                | Michel Boutard · Francia · Kurt Szillier · Rumania · Yuri Korolev · Unión Soviética · |                                             |
| Anillas                | Yuri Korolev Unión Soviética                                               | Rocco Amboni · Italia ·                                                               | Alexandr Tkachev Unión Soviética            |
| Salto de potro         | Bogdan Makuts Unión Soviética                                              | Yuri Korolev Unión Soviética                                                          | Rocco Amboni · Italia ·                     |
| Paralelas              | Bogdan Makuts Unión Soviética                                              | Alexandr Tkachev Unión Soviética                                                      | Lutz Hoffmann República Democrática Alemana |
| Barra fija             | Eberhard Gienger Alemania Occidental Alexandr Tkachev Unión Soviética      |                                                                                       | Bogdan Makuts Unión Soviética               |

### Femenino
| Evento                 | Oro                                       | Plata                                                                                | Bronce                        |
| ---------------------- | ----------------------------------------- | ------------------------------------------------------------------------------------ | ----------------------------- |
| Concurso completo ind. | Maxi Gnauck República Democrática Alemana | Cristina Grigoraş · Rumania ·                                                        | Alla Mysnik Unión Soviética   |
| Salto de potro         | Cristina Grigoraş · Rumania ·             | Maxi Gnauck República Democrática Alemana Birgit Senff República Democrática Alemana |                               |
| Barras asimétricas     | Maxi Gnauck República Democrática Alemana | Cristina Grigoraş · Rumania · Alla Mysnik · Unión Soviética ·                        |                               |
| Barra                  | Maxi Gnauck República Democrática Alemana | Natalia Iliyenko Unión Soviética                                                     | Rodica Dunca · Rumania ·      |
| Suelo                  | Maxi Gnauck República Democrática Alemana | Alla Mysnik Unión Soviética                                                          | Cristina Grigoraş · Rumania · |

## Medallero
| Núm. | País    | Oro | Plata | Bronce | Total |
| ---- | ------- | --- | ----- | ------ | ----- |
| 1    | URSS    | 6   | 7     | 5      | 18    |
| 2    | RDA     | 5   | 2     | 1      | 8     |
| 3    | Rumania | 1   | 3     | 2      | 6     |
| 4    | RFA     | 1   | 0     | 0      | 1     |
| 4    | Hungría | 1   | 0     | 0      | 1     |
| 6    | Italia  | 0   | 1     | 1      | 2     |
| 7    | Francia | 0   | 1     | 0      | 1     |
|      | TOTAL   | 14  | 14    | 9      | 37    |